# یسنیا لوپز
یسنیا لوپز (اسپانیایی: Yessenia López‎؛ زادهٔ ۲۰ اکتبر ۱۹۹۰) بازیکن فوتبال اهل شیلی است.

## باشگاهی
از باشگاه‌هایی که در آن بازی کرده‌است می‌توان به باشگاه فوتبال زنان سانتوس اشاره کرد.

## تیم ملی
وی همچنین در تیم ملی فوتبال زنان شیلی بازی کرده‌است.